# 鍾彬嫻
鍾彬嫻（1959年8月28日—）是雅芳（Avon）百年歷史上第一位華裔及女性擔任首席執行官，從1999年起一直出掌雅芳，直至2012年。2004年，被美國的《財富雜誌》，評為全球最具影響力的一百位女性之一；2001年，她被《Ladies' Home Journal》選為美國最具影響力的三十位女性之一。2010年，她被美國蘋果公司邀請由2月25日起出任聯合首席董事，以取代被認為是喬布斯（Steve Jobs）親信的前蘋果營銷主管坎貝爾（Bill Campbell）。

## 生平
鍾彬嫻於1959年在加拿大安大略省首府多倫多出生。以優異成績畢業於美國普林斯頓大學英語文學專業，鍾彬嫻會講流利的英語及普通話。她的父親是來自香港的移民，是一家建築公司的合夥人，並曾於麻省理工任教；母親是上海人，修讀化學工程，亦是一位鋼琴演奏者。
鍾彬嫻於1999年獲擢升成為著名直銷公司雅芳產品（Avon Products, Inc.）的董事局主席暨首席執行官，是雅芳百年歷史上第一位華裔及女性擔任首席執行官。在此之前，她於1994年加入雅芳公司，並擔任產品推廣總裁。之後，於1996年出任雅芳的全球業務總裁及首席營運官，並於1998年晉身公司董事局。鍾彬嫻在1993年加入了高級連鎖百貨公司布魯明黛，並在那裡結識了她的前夫，即公司行政總裁Michael Gould；二人在1993年閃電結婚，並領養了一名小童，但很快卻又離婚收場。在此之前，鍾彬嫻亦曾於其他布魯明黛的競爭對手Neiman Marcus出任行政副總裁。
2008年1月7日，鍾彬嫻加入蘋果公司董事局。2010年，她被美國蘋果公司邀請由2月25日起出任聯合首席董事，以取代被認為是喬布斯親信的前蘋果營銷主管坎貝爾（Bill Campbell）。
2012年10月5日，雅芳宣布，董事长钟彬娴（Andrea Jung）将在年底离职，首席独立董事雷德·哈桑（Fred Hassan）接任董事长一职。